# تپه گورستان گلشن
تپه قبرستان گلشن مربوط به پیش از آغاز نگارش است و در شهرستان شازند، بخش سربند، دهستان هندودر، روستای گلشن (کلبی)، ۵ کیلومتری شرق هندودر واقع شده و این اثر در تاریخ ۲۸ شهریور ۱۳۸۶ با شمارهٔ ثبت ۱۹۶۹۲ به‌عنوان یکی از آثار ملی ایران به ثبت رسیده است.